# Ezerovo, Varna
Ezerovo (în bulgară Езерово) este un sat în comuna Beloslav, regiunea Varna,  Bulgaria. 

## Demografie
Componența etnică a satului Ezerovo
     Turci (35,12%)
     Bulgari (49,46%)
     Nicio identificare (15,41%)
     Altele (0%)
La recensământul din 2011, populația satului Ezerovo era de 1.771 locuitori. Nu există o etnie majoritară, locuitorii fiind bulgari (49,46%) și turci (35,12%). Pentru 15,41% din locuitori nu este cunoscută apartenența etnică.